# Bevern (Holstein)

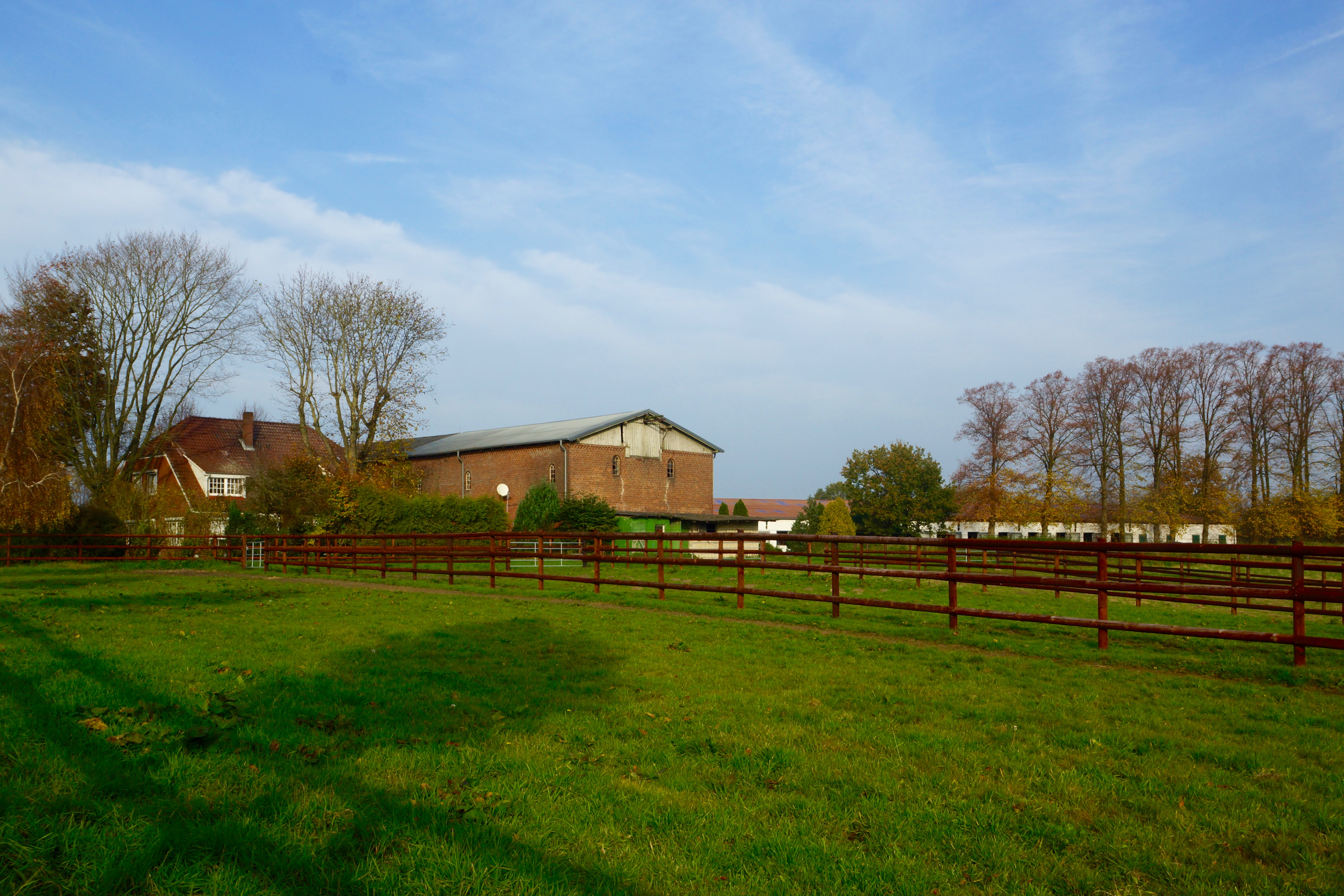

Bevern é um município da Alemanha, localizado no distrito de Pinneberg, estado de Schleswig-Holstein.